# Vliesett
Vliesett war ein mit Bindemittel verfestigter Faservliesstoff für Bekleidung, speziell für Kleider mit einfacher Schnittform, der nach der Retovlies-Technologie hergestellt wurde. Die Fasermischung für dieses Erzeugnis bestand aus 60 % Viskosefasern, 20 % Polyamidfasern (Dederon) und 20 % Polyesterfasern (Grisuten). Wegen des etwas papierähnlichen Charakters dieses Vliesstoffes wurden daraus hergestellte Kleider fälschlicherweise als Papierkleider bezeichnet.
Im Jahr 1967 wurde durch den Minister für Handel und Versorgung der DDR die „Arbeitsgruppe für Jugendmode“ ins Leben gerufen, um ein spezielles Bekleidungsangebot für Jugendliche zu entwickeln und in den Handel zu bringen. Zum Frühjahr 1968 wurde die erste Kollektion mit dem Namen „Jugendmode 68 - kess und farbenfroh“ präsentiert. Die Nachfrage war so groß, dass die Bekleidung dieser Kollektion innerhalb kürzester Zeit ausverkauft war. Als Lösung für dieses Problem begann man, die Kleidung schnell und preisgünstig aus Vliesett zu fertigen.
Im Mai 1968 startete die Junge Welt eine Werbeaktion für Kleider aus Vliesett. Das Motto der Aktion lautete „100 Kleider warten auf ihre Trägerinnen / Ihr testet - Konfektionsbetriebe produzieren“.  Die Werbeaktion wurde gleichzeitig als Test für den neuen Stoff angekündigt. Der Test bestand aus einem Fragebogen, der von den Testpersonen ausgefüllt werden sollte. Das Vliesettkleid, im Volksmund auch Papierkleid genannt, war zu einem Preis zwischen 8,90 und 11,50 Mark zu haben. Angepriesen wurde das Material und die Kleider als farbenfroh, billig, bügelfrei, leicht zu ändern und mit Klebeband leicht zu reparieren. Ein Vliesett-Kleid konnte etwa fünf Mal gewaschen werden, bevor es unbrauchbar wurde. Nach einem kurzen Boom verschwanden Vliesett und die daraus hergestellten Textilien wieder vom Markt.

## Einzelnachweis
1. ↑  Autorenkollektiv:Handbuch der Textilwaren 2. Bd., VEB Fachbuchverlag, Leipzig, 1. Auflage, 1972, S. 339